# Schweißposition
Die Schweißpositionen beschreiben oder bezeichnen die Lage der Schweißnaht während des Schweißvorgangs.

## Festlegung der Position
Die Schweißpositionen ergeben sich aus der Lage der zu schweißenden Werkstücke und der Zugänglichkeit des Brenners zur Naht. Jede Schweißposition erfordert jeweils andere Techniken des Schweißens. Die Wahl der Elektroden und anderer Parameter (Stromstärke) können davon abhängen. Das findet in der Schweißerausbildung und in entsprechenden Prüfungen ihren Niederschlag.
Die Wannenlage (PA) ist die ideale Position, bei der die Schmelze durch die Schwerkraft an den tiefsten Punkt zwischen den Bauteilen fließt. Andere Positionen werden als Zwangslage beschrieben. Falls die Bauteile beweglich sind, werden diese vom Schweißer, der Spannvorrichtung oder einem Handhabungsroboter möglichst in Wannenlage positioniert. In vielen Fällen, wie zum Beispiel beim orbitalen Verschweißen einer Pipeline, ist das allerdings nicht möglich, so dass in Zwangslagen geschweißt werden muss. Bei Rohren ist die ideale Position leicht steigend, das heißt in 11-Uhr-Position (PH).

## Abkürzungen nach EN ISO und ASME code
In der DIN EN ISO 6947 werden folgende Kürzel PA, PB, PC, PD, PE, PF, PG, PH, PJ, H-L045, J-L045, PK verwendet:
- PA = Waagerechtes Schweißen von Stumpf- und Kehlnähten (Wannenpositionen bzw. Wannenlage)
- PB = Horizontales Schweißen von Kehlnähten (Horizontal-Vertikalposition)
- PC = Querposition bzw. Quernaht (waagrechtes Schweißen an senkrechter Wand)
- PD = Horizontale Überkopf-Position
- PE = Überkopfschweißen bzw. Überkopf-Position
- PF = Steigposition bzw. Steignaht an Blech (senkrechtes Schweißen von unten nach oben)
- PG = Fallposition bzw. Fallnaht (senkrechtes Schweißen von oben nach unten)
- PH = Steigposition bzw. Steignaht, Stumpfnähte Rohr an Rohr und Kehlnähte Rohr an Platte (senkrechtes Schweißen von unten nach oben)
- PJ = Fallposition bzw. Fallnaht, Stumpfnähte Rohr an Rohr und Kehlnähte Rohr an Platte (senkrechtes Schweißen von oben nach unten)
- H-L045 = 45° geneigte Position (Rohr fest), steigendes Schweißen
- J-L045 = 45° geneigte Position (Rohr fest), fallendes Schweißen
- PK = Rohrposition für Orbitalschweißen
- SP = Jede Schweißposition, die nicht durch eine der Hauptpositionen abgedeckt ist. (Seit Ausgabe 02-2020)

In ASME Code Section IX (QW-120) werden die Prüfpositionen wie folgt bezeichnet:
Stumpfnähte
- 1G  = Wannenposition(+Rohr), Flat position, vergleichbar mit der Schweissposition nach EN, Position PA
- 2G  = Querposition(+Rohr), Transverse position, vergleichbar mit der Schweissposition nach EN, Position PC
- 3Gu = Steigposition, Vertical-up position, vergleichbar mit der Schweissposition nach EN, Position PF
- 3Gd = Fallposition, Vertical-down position, vergleichbar mit der Schweissposition nach EN, Position PG
- 4G  = Überkopfposition, Overhead position, vergleichbar mit der Schweissposition nach EN, Position PE
- 5Gu = Steigposition-Rohr, Vertical-up position, vergleichbar mit der Schweissposition nach EN, Position PH
- 5Gd = Fallposition-Rohr, Vertical-down position, vergleichbar mit der Schweissposition nach EN, Position PJ
- 6Gu = 45° geneigte Position (Rohr fest), Steigposition, Vertical-up, vergleichbar mit der Schweissposition nach EN, Position H-L045
- 6Gd = 45° geneigte Position (Rohr fest), Fallposition, Vertical-down, vergleichbar mit der Schweissposition nach EN, Position J-L045

Kehlnähte
- 1F  = Wannenposition, Flat position, vergleichbar mit der Schweissposition nach EN, Position PA
- 1FR = Wannenposition am geneigten Rohr (z.B.45°), Flat position, vergleichbar mit der Schweissposition nach EN, Position PA
- 2F  = Horizontal am Rohr, vergleichbar mit der Schweissposition nach EN, Position PB
- 2FR = Horizontal am Rohr, vergleichbar mit der Schweissposition nach EN, Position PB
- 4F  = Horizontal-Überkopf, Overhead, vergleichbar mit der Schweissposition nach EN, Position PD
- 5Fd = Fallposition am Rohr, Vertical-down, vergleichbar mit der Schweissposition nach EN, Position PJ
- 5Fu = Steigposition am Rohr, Vertical-up, vergleichbar mit der Schweissposition nach EN, Position PH